# Koča pri izviru Soče
Koča pri izviru Soče (886m) je planinska postojanka pod izvirom reke Soče v Trenti. Kočo so leta 1953 preuredili iz italijanskega vojaškega objekta in jo pozneje obnovili in razširili. Kočo upravlja Planinsko društvo Jesenice in je oskrbovana od prvomajskih praznikov do konca oktobra. V njej je  gostinski prostor s 24 sedeži in točilnim pultom. Nudi prenočišča v dveh sobah s 14 posteljami in skupno spalnico s 20 ležišči.

## Dostopi
- po lokalni asfaltni cesti iz ceste čez prelaz Vršič (odcep za Zadnjo Trento)
- peš iz Vršiča (1.30h) ali iz Loga v Trenti (1.15h)

Odprta je od 22.4.2011 Pred velikonočnimi prazniki, kot zanimivost je na velikonočni petek na jedilniku samo riba Soška velika Postrv.

## Prehod
- do Zavetišča pod Špičkom (2064 m) 4h

## Ture
- do izvira reke Soče 10min.
- na planino Zapotok (1385m) 2h
- na Bavški Grintavec čez planino Zapotok (2245m) 5-6h